# Йон Негойцеску
Йон Негойцеску (на румънски: Ion Negoiţescu) е румънски писател, поет, критик и литературен историк.
Той е един от водещите членове на литературния кръг Sibiu. Негойцеску започва своята кариера като тийнейджър и става известен като литературен идеолог. Преди 1990 г. той е един от малкото открито хомосексуални интелектуалци в Румъния.
Йон Негойцеску умира на 71 години на 6 февруари 1993 г.